# Igor Bereznitski
Igor Bereznitski (10 de mayo de 1971) es un deportista soviético que compitió en judo. Ganó una medalla de oro en el Campeonato Europeo de Judo de 1991, en la categoría abierta.

## Palmarés internacional
| Campeonato Europeo | Campeonato Europeo     | Campeonato Europeo | Campeonato Europeo |
| Año                | Lugar                  | Medalla            | Categoría          |
| ------------------ | ---------------------- | ------------------ | ------------------ |
| 1991               | Praga (Checoslovaquia) | Medalla de oro     | Abierta            |